# Bannalec
Bannalec es una comuna francesa situada en el departamento de Finisterre, en la región de Bretaña.

## Demografía
| 5369 | 5235 | 5023 | 4975 | 4840 | 4785 | 5656 |
| Para los censos de 1962 a 1999 la población legal corresponde a la población sin duplicidades (Fuente: INSEE [Consultar]) |      |      |      |      |      |      |